# IC 1549
IC 1549 ist eine Galaxie vom Hubble-Typ S? im Sternbild Fische auf der Ekliptik. Sie ist schätzungsweise 548 Millionen Lichtjahre von der Milchstraße entfernt.
Das Objekt wurde am 8. Dezember 1895 von Lewis Swift entdeckt.